# EN9

## Lourel (Sintra) - Alenquer

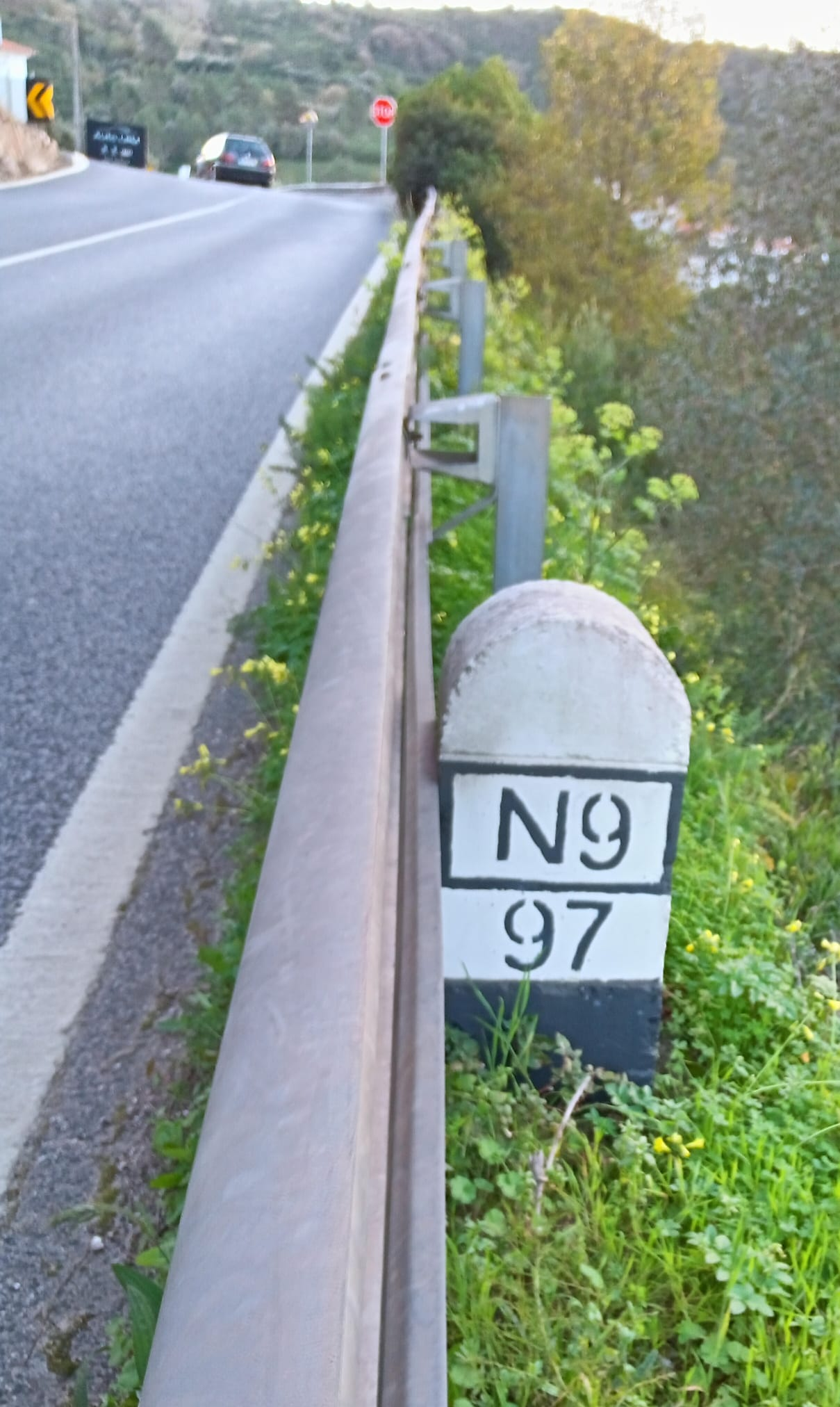
Marco Miriamétrico, assinalando o trajeto Final da Estrada Nacional n.º 9

A EN 9  é uma Estrada Nacional que integra a rede nacional de estradas do Plano Rodoviário Nacional . Liga a Localidade de Lourel no Município de Sintra a  Alenquer (Portugal).
A EN 9 foi criada pelo Plano Rodoviário Nacional de 1945 (PRN 45 - Plano Rodoviário Nacional 1945), classificada em projeto como estrada nacional de 1º classe, com uma extensão de 97 Km e um desnível positivo de 2072m. No plano Rodoviário Nacional de 2000, parte do seu tração foi desclassificado.
Esta estrada liga Sintra (Lourel) à EN1 em Alenquer, passando por Montelavar, por Mafra, por São Pedro da Cadeira, por Torres Vedras e pela Carvoeira. Entre Lourel e Montelavar existe uma variante em formato de autoestrada, com a designação R 19.
A construção da via rápida que ligará de Sintra a Mafra começará em 2026 (data prevista pela câmara municipal de Mafra)

## Percurso

### Cascais – Alenquer(inclui troços desclassificados)
| Nome da saída/Localidade intermédia | Município           | Estrada que liga      | Designação oficial |
| ----------------------------------- | ------------------- | --------------------- | ------------------ |
| Cascais                             | Cascais             | Troço desclassificado | Avn. Sintra        |
| Pai do Vento                        | Cascais             | Troço desclassificado | Avn. Sintra        |
| Abucharda                           | Cascais             | Troço desclassificado | Avn. Sintra        |
| Alcabideche                         | Cascais             | Troço desclassificado | IC30               |
| Linhó (Sintra)                      | Sintra              | Troço desclassificado | Avn. de Cascais    |
| São Pedro de Penaferrim             | Sintra              | Troço desclassificado | Avn. de Cascais    |
| Sintra                              | Sintra              | Troço desclassificado | Avn. de Cascais    |
| Lourel                              | Sintra              | IC 30                 | N 9                |
| Pero Pinheiro                       | Sintra              | EN 17                 | N 9                |
| Cheleiros                           | Mafra               |                       | N 9                |
| Igreja Nova (Mafra)                 | Mafra               |                       | N 9                |
| Mafra                               | Mafra               | EN 116                | N 9                |
| Picanceira                          | Mafra               |                       | N 9                |
| Encarnação (Mafra)                  | Mafra               |                       | N 9                |
| São Pedro da Cadeira                | Torres Vedras       |                       | N 9                |
| Ponte do Rol                        | Torres Vedras       | EN 247                | N 9                |
| Torres Vedras                       | Torres Vedras       | EN 8                  | N 9                |
| Runa                                | Torres Vedras       | EN 248                | N 9                |
| Carvoeira (Torres Vedras)           | Torres Vedras       |                       | N 9                |
| Aldeia Galega da Merceana           | Alenquer (Portugal) | EN 115                | N 9                |
| Aldeia Gavinha                      | Alenquer (Portugal) |                       | N 9                |
| Porto da Luz (Alenquer)             | Alenquer (Portugal) |                       | N 9                |
| Alenquer (Portugal)                 | Alenquer (Portugal) | EN 1                  | N 9                |

## Rota Estrada Nacional
A rota das estradas nacionais de Portugal é um movimento e uma lista de estradas recomendadas para viajar em 2 rodas, permitindo recolher e disfrutar de gastronomia, cultura e locais de significativo interesse.  
A   N 9  está classificada como Rota Estrada Nacional

## Ramais
N 9-1: Para Linhó (Sintra)
N 9-2: Para Murgeira (Mafra) - Pero Negro (proximidades)
N 9-3: Para EN 115

## Galeria

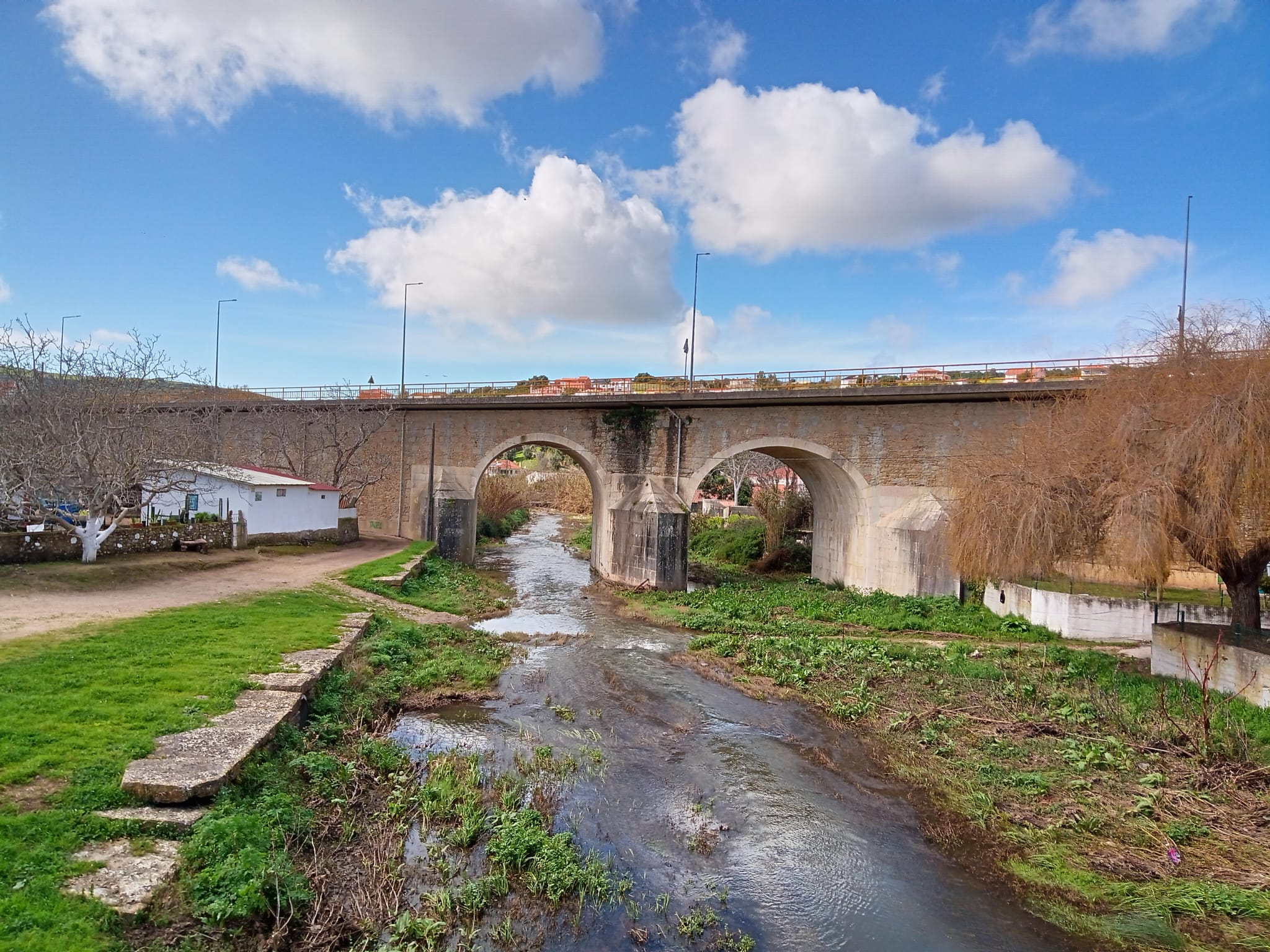
Ponte de Cheleiros Sobre Rio Lizandro - Km 27